# Новы-Томысль
Новы-Томысль (пол. Nowy Tomyśl, нем. Neutomischel) — город в Польше, входит в Великопольское воеводство, Новотомыский повят. Имеет статус городско-сельской гмины. Занимает площадь 5,2 км². Население 15 670 человек (на 2004 год).

## История
Статус города получил 8 апреля 1786 года.

## Спорт
В городе базируется футбольный клуб «Полония».

## Достопримечательности
- Музей лозоплетения и хмелеводства — находится в городском парке культуры и отдыха.